# Мусаков, Зульфикар
Зульфикар Мусаков (род. 19 января 1958, Ташкент) — советский и узбекский кинорежиссёр и сценарист, Заслуженный деятель искусств Узбекистана (2006). Художественный руководитель Школы режиссуры FOCUS в Ташкенте (2016). Кавалер орденов «Мехнат шухрати» ( Трудовой Славы) и «Фидокорона хизмати учун» (За самоотверженную службу). Обладатель множества Призов на МКФ.

## Биография
Окончил режиссёрский факультет Ташкентского театрально-художественного института имени А. Н. Островского (1981), режиссёрский факультет Высщие курсы сценаристов и режиссеров Госкино СССР.
Супруга — театральный режиссер Елена Лопатко, работала в Русском Академическом драматическом театре Узбекистана, основатель и руководитель детской бесплатной театральной студии «ЛИК» в Ташкенте (1985). Имеет двоих детей и двоих внуков.

## Награды
- 1983 «Судный день» — Гран При МКФ Брно-16, ЧССР
- 1988 «Ласточка» — приз за лучшую работу с актерами на фестивале студенческих фильмов Москвы.
- 1989 «Солдатская сказка» — Гран При на МКФ «Молодость» Киев, Гран При МКФ «Дебют» Москва, Гран При МКФ Ла-Рошель (Франция).
- 1991 «Абдулладжан или посвящается Стивену Спилбергу» — приз «Золотой грифон» за лучший узбекский фильм. 7-место в рейтинге иностранных фильмов в Японии.
- 1998 «Маленький лекарь» — приз за самую добрую сказку на МКФ в Артеке, участие на МКФ в Котбусе (ФРГ).
- 1999 — орден «Мехнат шухрати»[3].
- 2000 «Мамочка» — приз Жюри на МКФ «Киношок».
- 2002 «Мальчики в небе» — номинант на кинопремию «Ника».
- 2002 «Галоши» (короткий метр) — Гран При за лучший короткометражный фильм на МКФ «Вместе» (Ялта)
- 2006 «Родина» — Специальный приз МКФ «Новое кино 21 век» (Смоленск). Картина попала в пятёрку лучших фильмов Азии на МКФ Куала Лумпур (Малайзия)
- 2006 — Заслуженный деятель искусств Узбекистана (2006)[4].
- 2008 «Восточный двор с кривой луной» — Приз «За сценарий» на Фестивале Национального кино Узбекистана.
- 2011 Свинец — Специальный приз жюри NETPAC на МКФ «Евразия» (Алматы). Гран-При на первом Ташкентском Кинофоруме «Золотой Гепард». приз фестиваля «Киношок» за лучший сценарий[5] «Золотой гепард» на ташкентском кинофоруме, Номинация на Премию «Ника» за лучший фильм стран СНГ и Балтии.
- 2016 «Подробности осени» — Специальный приз жюри МКФ «Волоколамский рубеж».
- 2017 "Папа заболел" - номинант на кинопремию "НИКА"
- 2018 "Берлин-Аккурган" -номинант на кинопремию "НИКА"
- 2020 "Хайрат" (Прощай сценарист")
- 2021 "История болезни"
- 2022 "Мальчики в небе 3"
- 2024 "Шурочка"

## Работы

### Режиссёр
- 2024 — «Шурочка»
- 2022 — «Мальчики в небе 3»
- 2021 — «История болезни»
- 2020 — «Хайрат» (Прощай, сценарист)
- 2018—2019 — «Берлин — Аккурган»
- 2017 — «Папа заболел» — номинант на кинопремию «НИКА»
- «Папа заболел» (2017)
- «Подробности осени» (ориг. «Xazonrezgi», 2016)
- «Росток» (ориг. «Novda», 2015)
- «Дыня» (ориг. «Qovun», 2013)
- «Свинец» (2011)
- «Осень» (2008)
- «Восточный двор с кривой луной» (2008)
- «Покушение» (2006)
- «Ватан» (Родина) (2006)
- «Свой человек (телесериал)» (c 2005) — многосерийный фильм (Россия)
- «Мальчики в небе 2» (2003)
- «Мальчики в небе» (2002)
- «Галоши» (2002)
- «Мамочка» (2000)
- «Женский род» (1998) — многосерийный фильм (Узбекистан — Великобритания)
- «Маленький лекарь» (1998)
- «Я хочу» (1997) (Узбекистан — Япония)
- «Бомба» (1995)
- «Абдулладжан, или Посвящается Стивену Спилбергу» (1991)
- «Солдатская сказка» (1989)
- «Ласточка» (1988)
- «Судный день» (1983)

### Сценарист
- «Берлин — Аккурган» — идет работа (2018—2019)
- «Папа заболел» (2017)
- «Подробности осени» (ориг. «Xazonrezgi», 2016)
- «Росток» (ориг. «Novda», 2015)
- «Дыня» (ориг. «Qovun», 2013)
- «Свинец» (2011)
- «Восточный двор с кривой луной» (2008)
- «Осень» (2008)
- «Ватан» (Родина) (2006)
- «Покушение» (2006)
- «Небо рядом» (2006) (Режиссёр Тимур Мусаков)
- «Гость» (2006) (Режиссёр Тимур Мусаков)
- «Папа» (2004) короткометражный
- «Мальчики в небе 2» (2003)
- «Мальчики в небе» (2002)
- «Галоши» (2002)
- «Мамочка» (2000)
- «Маленький лекарь» (1998)
- «Женский род» (1998) — многосерийный фильм (Узбекистан — Великобритания)
- анимационный фильм «Лицо» (1997, режиссёр Назим Туляходжаев)
- «Я хочу» (1997)
- «Бомба» (1995)
- «Маклер» (1992) — режиссёр Б. Адылов
- «Бедные люди» (1992)
- «Абдулладжан, или Посвящается Стивену Спилбергу» (1991)
- «Шаг вправо… шаг влево…» (1991) — режиссёр Ю. Сабитов
- «Первый поцелуй» (1991) — режиссёр Б.Адылов
- «Солдатская сказка» (1989)
- «Ласточка» (1988)

2005 по пьесе Зульфикара Мусакова «Псих» был поставлен дипломный спектакль школы-студии при Академическом русском драматическом театре Узбекистана (АРДТУ).